# HeLa

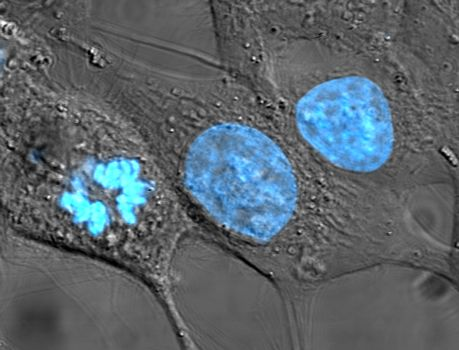
HeLa-cellen, waarvan de kernen gekleurd zijn met Hoechst 33258.

Een HeLa-cel (ook Hela- of hela-cel) behoort tot een zogenaamde onsterfelijke cellijn die wordt gebruikt in wetenschappelijk onderzoek. De cellijn stamt van een aantal baarmoederhalskankercellen van Henrietta Lacks, die aan haar ziekte overleed op 4 oktober 1951. Hoe duurzaam deze cellijn is, blijkt wel uit het grote aantal besmettingen van andere laboratoriumcellijnen.

## George Otto Gey en Henrietta Lacks
De cellen werden oorspronkelijk in omloop gebracht door George Otto Gey, overigens zonder Lacks medeweten. Eerst beweerde men dat de cellijn was vernoemd naar een zekere "Helen Lane" of "Helen Larson" in een poging de privacy van Henrietta Lacks te beschermen. Maar binnen een paar jaar na haar dood was het met deze geheimhouding gedaan en werd haar echte naam bekend.

## Onsterfelijkheid
HeLa-cellen heten "onsterfelijk" omdat ze zich onbeperkt kunnen delen, uiteraard zolang de omstandigheden dat toelaten. Inmiddels zijn er bij vermenigvuldiging in de vele laboratoria verschillende stammen ontstaan, doordat de cellen zich in cultuur genetisch verder ontwikkelen. HeLa-cellen groeien bijzonder snel, zelfs in vergelijking met andere kankercellen. Het bij deze cellen actieve enzym telomerase beschermt bij celdeling tegen verkorting van de telomeren en daarmee tegen veroudering. HeLa-cellen kunnen zich hierdoor in principe onbeperkt blijven delen.

## Genetica
Genetische uitwisseling tussen het humaan papillomavirus-18 (HPV18) en menselijke baarmoederhalscellen hebben een genoom gevormd dat verschilt van beiden, bijvoorbeeld voor wat betreft het aantal chromosomen: HeLa-cellen hebben 82 chromosomen, met vier kopieën van chromosoom 12 en drie kopieën van chromosomen 6, 8 en 17.